# Дудина, Елена Ивановна
Еле́на Ива́новна Ду́дина (род. 1959, Москва) — советская гребчиха-байдарочница, выступала за сборную СССР в середине 1980-х годов. Серебряная призёрка чемпионата мира, чемпионка международного турнира «Дружба-84», победительница регат всесоюзного и всероссийского значения. На соревнованиях представляла спортивное общество «Динамо», мастер спорта международного класса. Заслуженный мастер спорта СССР (1984).

## Биография
Елена Дудина родилась в 1959 году в Москве. Активно заниматься греблей начала в раннем детстве, проходила подготовку в местной гребной секции, позже состояла в столичном добровольном спортивном обществе «Динамо».
Первого серьёзного успеха на взрослом уровне добилась в 1983 году, когда впервые стала чемпионкой всесоюзного первенства в двойках и попала в основной состав советской национальной сборной. Год спустя повторила это достижение в одиночках и как член сборной должна была участвовать в летних Олимпийских играх в Лос-Анджелесе, однако страны социалистического лагеря по политическим причинам бойкотировали эти соревнования, и вместо этого она выступила на альтернативном турнире «Дружба-84» в Восточном Берлине. В составе четырёхместного экипажа, куда также вошли гребчихи Галина Алексеева, Ирина Саломыкова и Нелли Ефремова, завоевала золотую медаль полукилометровой гонки. Помимо этого вместе с Алексеевой стартовала в полукилометровой программе двоек, но в этой дисциплине получила только серебро, уступив в финале команде Германии во главе с величайшей байдарочницей всех времён Биргит Фишер.
В 1985 году Дудина добавила в послужной список ещё одну золотую медаль первенства Советского Союза, после чего побывала на чемпионате мира в бельгийском Мехелене, откуда привезла награду серебряного достоинства, выигранную в зачёте байдарок-четвёрок на дистанции 500 метров — на этот раз в её команде помимо Саломыковой и Евремовой состояла Гульнара Шарафутдинова. За выдающиеся спортивные достижения удостоена почётного звания «Мастер спорта СССР международного класса».